# Liceo Casino
O Liceo Casino é um edifício neoclássico de 1878 localizado no centro histórico de Pontevedra, que alberga a mais antiga sociedade cultural e de lazer de Pontevedra (Espanha) .

## Localização
O Liceo Casino está localizado no mesmo quarteirão do Teatro Principal de Pontevedra, estando adjacente a ele. A sua fachada principal fica de frente para a rua Manuel Quiroga e as suas fachadas laterais ficam de frente para as ruas Don Filiberto e Duque de Tetuán.

## História
O Liceo Casino de Pontevedra foi fundado a 25 de Fevereiro de 1855. No início, as suas actividades tiveram lugar num edifício na Praça do Teucro pertencente à família García Feijóo e as sessões de música e dança tiveram lugar no antigo teatro da rua Isabel II. A falta de espaço e o crescimento dos seus projectos culturais levaram à sua mudança para o Pazo do Conde de San Román, na mesma praça, em 2 de Junho de 1858.
A 23 de Maio de 1864, a construção de um novo edifício, concebido para ser o Liceo Teatro, começou na antiga praça de Tetuán e no local da antiga igreja de San Bartolomé el Viejo, onde também foi construído um novo teatro (o actual Teatro Principal) pertencente à Sociedade do Liceo Casino. O edifício foi projectado pelo arquitecto Domingo Lareu e parte das pedras da antiga Torre dos Churruchaos, demolida em 1873, foram utilizadas para a sua construção. Foi inaugurado a 2 de Agosto de 1878.
Em 1892 o Liceo Casino perdeu a propriedade do teatro, mantendo o edifício que lhe servia de sede, dentro do qual foram efectuadas importantes obras de renovação, tais como a pintura da sala de caixotões com alegorias das Artes e Letras de Demetrio Durán.
O edifício foi restaurado pelos arquitectos Enrique Barreiro Álvarez e Carlos Alvira Dupla após o seu interior ter sido destruído por um incêndio a 16 de Abril de 1980. Foi reaberto a 15 de Junho de 1983. Desde a sua fundação, o Liceo Casino tem estado intimamente ligado à vida social da cidade.

## Descrição
O edifício neoclássico tem forma rectangular com três fachadas e tem dois andares e um rés-do-chão.
A fachada principal tem um corpo central saliente precedido por uma larga escadaria. No rés-do-chão e primeiro andar, este corpo é composto por portas com arcos de volta perfeita enquadradas por quatro colunas toscanas que suportam entablamentos clássicos. No primeiro andar, as portas abrem-se para uma varanda.
O andar superior tem janelas simples com arcos de volta perfeita. O corpo central é encimado por um simples frontão triangular com um óculo no centro. No friso por cima da entrada que percorre a fachada, esculpidos em pedra junto às letras do Liceo, estão os símbolos das artes, testemunhando os estreitos laços da instituição com o mundo cultural. Nas fachadas laterais, as portas de varanda com arcos de volta perfeita acima delas e a simetria das muitas varandas ao longo das fachadas são notáveis no primeiro andar.

## Cultura
Por ocasião das festas da Virgem Peregrina de Pontevedra, o Liceo Casino organiza um jantar-dança de gala no seu parque em A Caeira todos os anos em Agosto. · 

## Galeria

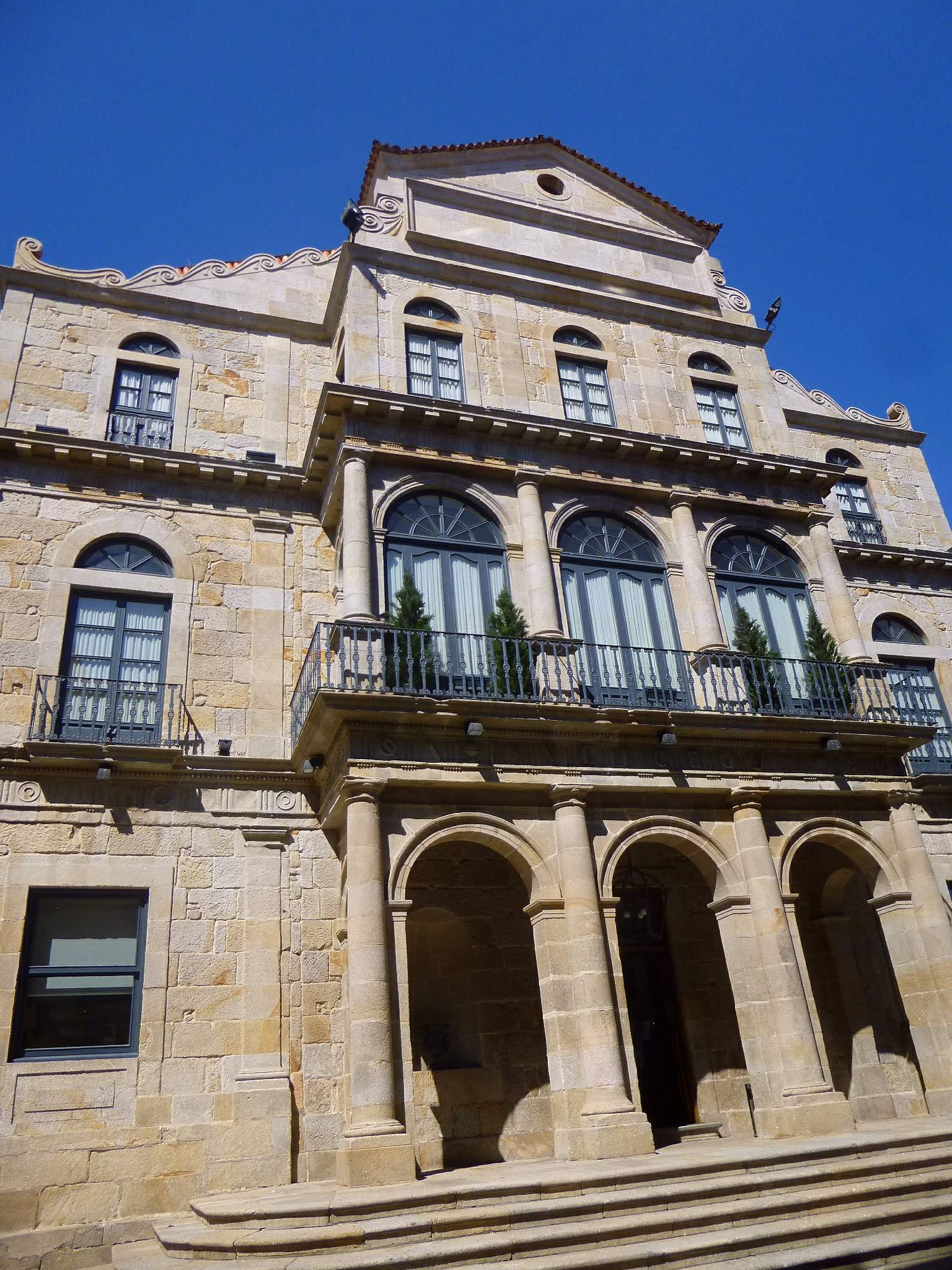
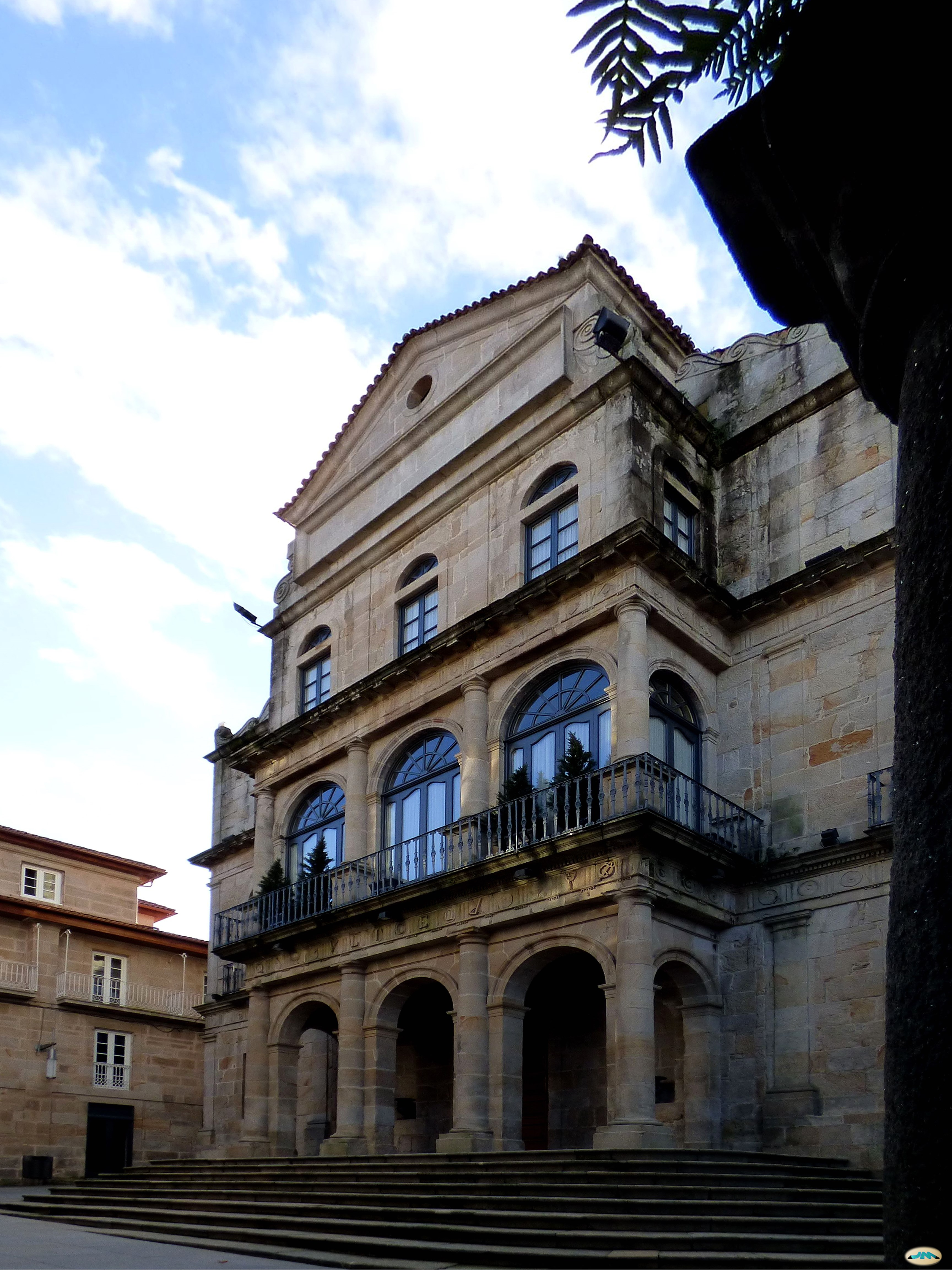
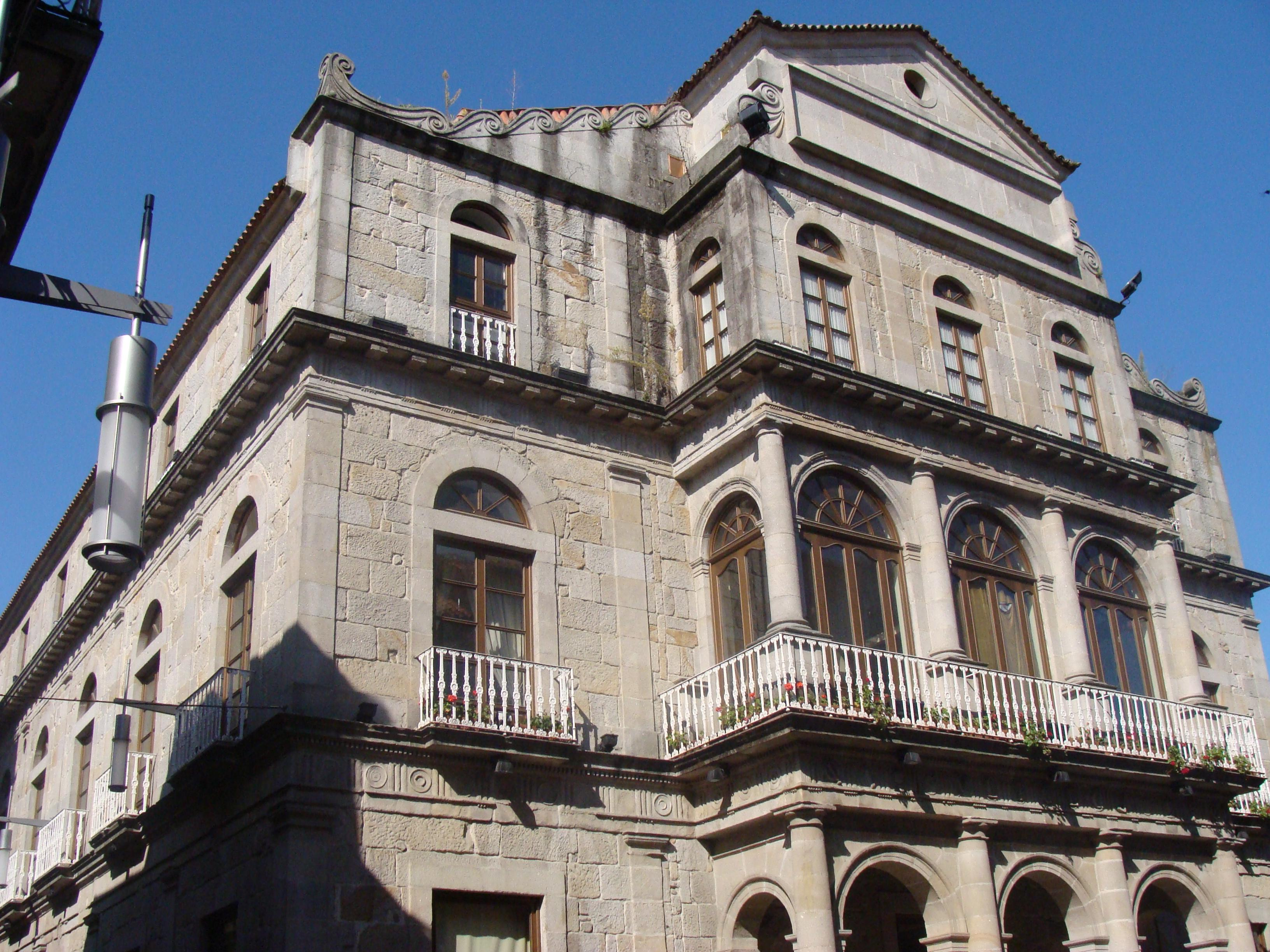

### Outros artigos
- Teatro Principal de Pontevedra